# Oʻtkir Sultonov
Oʻtkir Toʻxtamurodovich Sultonov (en uzbeko: Utkir Tuchtamuradovič Sultanov, en ruso: Ўткир Тўхтамурадович Султонов; Taskent, 14 de julio de 1939 – Tashkent, 29 de noviembre de 2015) fue un político uzbeko que fue el segundo Primer Ministro de Uzbekistán desde el 21 de diciembre de 1995 hasta el 12 de diciembre de 2003. Fue despedido de su cargo por el presidente Islom Karimov ante la crisis agrícola y el aumento del desempleo. Fue reemplazado en su puesto por Shavkat Mirziyoyev. Posteriormente ocupó el cargo de Vice primer ministro, responsable de los sectores de energía, química, metalurgia y maquinaria. 